# B.R. Stylers
B.R. Stylers, aussi stylisé BR Stylers, est un groupe italien de reggae-dub, originaire de Pordenone, actif entre 2000 et 2011.

## Histoire
Formé au printemps 2000, le groupe se composait de Michela Grena à la voix, Paolo Baldini à la basse, G.P. Ennas à la batterie, Filippo Buresta au clavier et Manuel Tomba au mixage. La première sortie directe du groupe se situe au Rototom Reggae Sunsplash dans l'été 2001, en participant aussi à la compilation Reggae Sunsplash vol.1 Ital Reggae avec le morceau Don't Sleep. Les exhibitions directes voient les B.R. Stylers jouer dans les Festivals et Clubs en Italie, Slovénie, Croatie, Allemagne, Pologne, amenant le groupe a partager la scene avec des artistes comme Lee « Scratch » Perry, Revolutionary Dub Warriors, Zion Train, Mad Professor, Adrian Sherwood, Jah Free, et Horace Andy.
En décembre 2002, le premier album Dub Resonance sort avec le label slovène Vinylmania Records. Au début de 2003, le morceau One Island Dub, contenu dans le même album, est choisi et remixé pour le disque Spirit of the Ancients des londoniens Alpha and Omega.
En 2005 sort Dubbing from the Earth, anticipé en été 2004 par l'EP Over this Place, enregistré, écrit et arrangé par B.R. Stylers aupres Dub Alkemy Studio (Pordenone-Italie) et mixé dans le studio de Madaski (Africa Unite). Dans l'album participent Jah Free, Vibronics, Prince Alla et Dubital. En 2006, Paolo Baldini rentre officiellement dans la nouvelle formation Africa Unite comme coproducteur et bassiste ; l'album Controlli contient la voix de Michela Grena dans le morceau Watch Out et B.R. Stylers ouvrent plusieurs dates des Controlli Tour. En hiver 2008, la production du nouvel album commence et sort en avril 2009 par le label Alambic Conspiracy.
Leur dernier album en date, In Dub sort en 2020,,.

## Membres
- G.P. Ennas - batterie, fondateur du groupe. En 2003, il joue avec Mikey Dread (producteur des Anglais The Clash) au Festival de reggae Soca Riversplash en Slovénie. En 2005, il fonde le projet Wicked Dub Division.
- Paolo Baldini - basse, producteur (débuts). En 2006 il entre dans Africa Unite comme bassiste et coproducteur. Ensuite il crée avec Madaski le projet The Dub Sync. Membre de l'équipe de production Alambic Conspiracy, il a produit artistiquement au Dub Alchemy Studio Good Vibes Styla, Mellow Mood, Dot Vibes et Resistence in Dub.
- Ras Antonio - clavier, producteur, il entre dans la formation en 2004. IL est membre fondateur du projet Earth Ground Combination.
- Michela Grena - chant, membre fondateur. Auteur des lyriques du groupe, elle a donné sa voix pour plusieurs projets musicaux européens dans le domaine Reggae-Dub, Jazz et RnB.
- Manuel Tomba. Membre actif du Dub producers team Alambic Conspiracy, il réalise l'album Kitchen en 2007. Avec B.R. Stylers, il participe à la réalisation de quelque traces de l'album Dubbing from the Earth et devient membre actif en qualité de fonic et Dub master en 2006.

## Discographie

### Albums studio
- 2002 : Dub Resonance (Vinylmania Records)
- 2004 : Over this Place (EP) (Vinylmania Records)
- 2005 : Dubbing from the Earth (Alternative - Venus)
- 2009 : Indubstria (Alambic Conspiracy)
- 2020 : In Dub (Echo Beach Lifefidelity)

### Compilations
- 2000 : Rototom Sunsplash Vol. 1 - Ital Reggae, avec le morceau Don't Sleep
- 2001 : Suitable n°2, avec le morceau Inna Fusion
- 2002 : Sushi Dub, avec le morceau Inna Fusion Step Mix
- 2003 : Alpha & Omega - Spirit of the Ancients, avec le morceau No More Sadness
- 2007 : 4 Riddims 4 Unity, avec le morceau Only One Indication
- 2008 : Dub Community, avec le morceau Jah Plan